# Aleksej Barsov

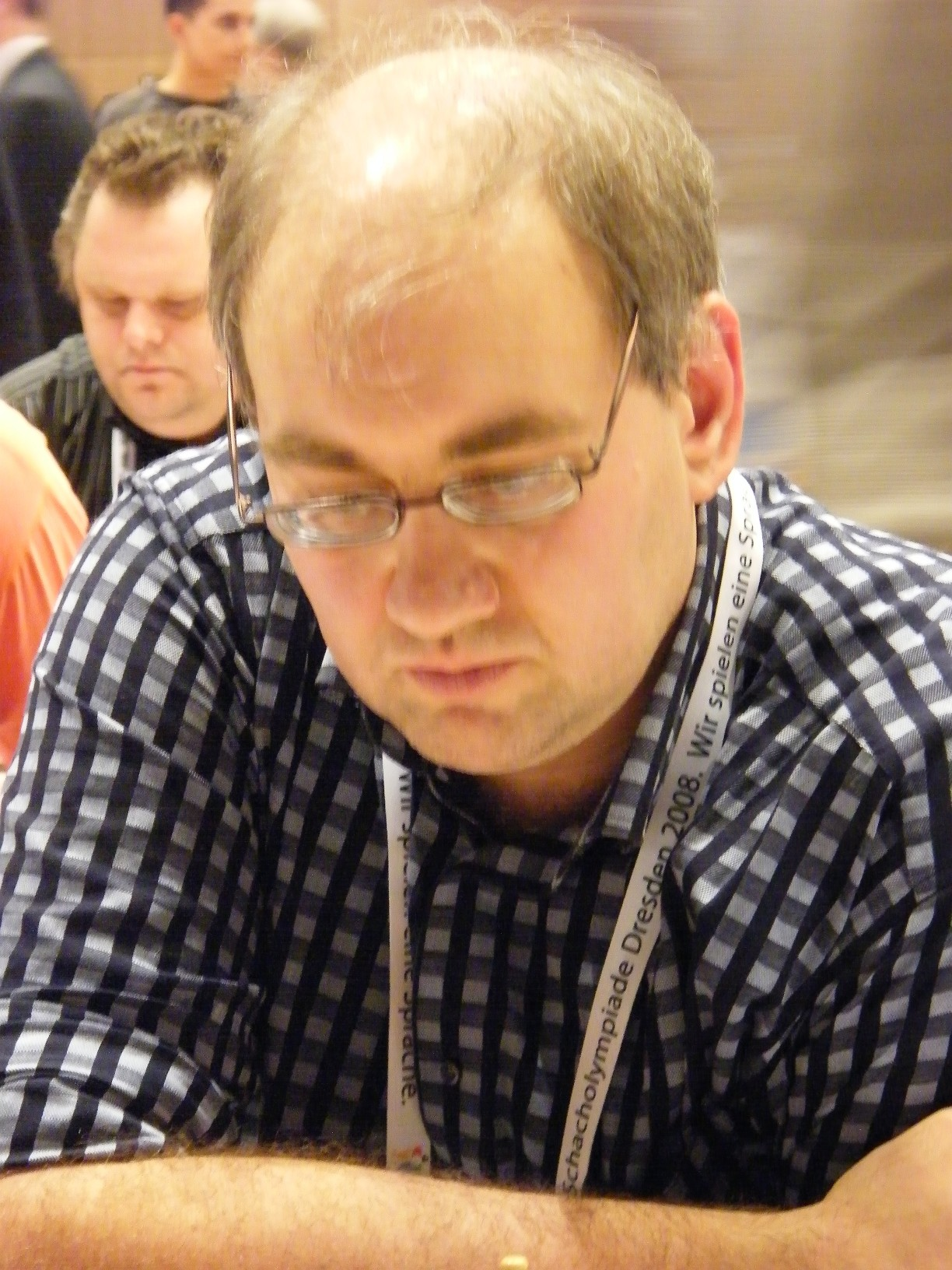
Aleksej Barsov, Schaakolympiade 2008

Aleksej Barsov (3 april 1966) is een schaker uit Oezbekistan. Hij is sinds 2000 een grootmeester (GM). Sinds 2016 is hij FIDE-trainer.

## Schaakcarrière
Barsov, afgestudeerd in de rechten, is sinds begin jaren 90 een professioneel schaker. Hij is een van de leidende schakers in Oezbekistan. Gedurende enige jaren was hij de coach van voormalig FIDE-wereldkampioen Rustam Kasimdzjanov.
In 1992 werd Barsov Internationaal Meester (IM). Hij won het Zeeland Open in Vlissingen in 1995. In 1998 won Barsov een toernooi in Oxford, in 1999 won hij een toernooi in York, gedeeld met Tiger Hillarp Persson en Julian Hodgson. In 2000 werd hij grootmeester.  In 2001 won hij het Hastings-toernooi, gedeeld met Harikrishna en Sasikiran. Barsov nam deel aan het FIDE WK schaken 2004, waar hij in de eerste ronde werd uitgeschakeld door Oleksandr Beljavsky. In 2004 won hij een toernooi in Saint-Quentin, in 2005 won hij in Casablanca. In 2006 en in 2010 won Barsov het kampioenschap van Oezbekistan. In 2011 won hij het 4e Beiroet Open toernooi. In 2012 werd Barsov gedeeld eerste met Semetey Tologontegin op het tweede toernooi om de Centraal-Azië beker in Bisjkek, hij won via de tiebreak-score.

## Schaken in teams
Barsov schaakte voor Oezbekistan op de Schaakolympiades in Istanboel 2000, waar hij een individuele gouden medaille ontving voor zijn score aan het tweede reservebord, Calvià 2004, Turijn 2006, Dresden 2008 en Chanty-Mansiejsk 2010. Hij speelde voor diverse Europese schaakverenigingen, onder meer in de Duitse bondscompetitie.

## Externe koppelingen
- (en)   Informatie over schaakpartijen van Aleksej Barsov op ChessGames.com
- (en)   Informatie over schaakpartijen van Aleksej Barsov op 365chess.com
- (en)  FIDE-ratinggegevens voor Aleksej Barsov